# Carl W. Stalling
Carl W. Stalling (Lexington, 10 de novembro de 1891 — Los Angeles, 29 de novembro de 1972) foi um compositor, arranjador musical e pianista americano que compôs trilhas sonoras para filmes de animação. Seu nome é frequentemente associado aos curtas da Looney Tunes, produzidos pela Warner Bros., onde trabalhou durante 22 anos.

## Gravações
- The Carl Stalling Project: Music From Warner Bros. Cartoons, 1936–1958. Warner Bros., 1990
- The Carl Stalling Project Volume 2: More Music From Warner Bros. Cartoons, 1939–1957. Warner Bros., 1995